# Episodi di Lotta senza quartiere
La prima e unica stagione della serie televisiva Lotta senza quartiere (Cain's Hundred) è andata in onda negli Stati Uniti dal 19 settembre 1961 al 15 maggio 1962 sulla NBC.
| nº | Titolo originale           | Prima TV USA      | Titolo italiano | Prima TV Italia |
| -- | -------------------------- | ----------------- | --------------- | --------------- |
| 1  | Crime and Commitment (1)   | 19 settembre 1961 |                 |                 |
| 2  | Crime and Commitment (2)   | 26 settembre 1961 |                 |                 |
| 3  | Blue Water, White Beach    | 3 ottobre 1961    |                 |                 |
| 4  | Markdown on a Man          | 10 ottobre 1961   |                 |                 |
| 5  | Degrees of Guilt           | 17 ottobre 1961   |                 |                 |
| 6  | King of the Mountain       | 24 ottobre 1961   |                 |                 |
| 7  | The Penitent: Louis Strode | 31 ottobre 1961   |                 |                 |
| 8  | Comeback                   | 7 novembre 1961   |                 |                 |
| 9  | Dead Load                  | 21 novembre 1961  |                 |                 |
| 10 | In the Balance             | 28 novembre 1961  |                 |                 |
| 11 | Five for One               | 5 dicembre 1961   |                 |                 |
| 12 | The Fixer                  | 12 dicembre 1961  |                 |                 |
| 13 | Cain's Final Judgement     | 19 dicembre 1961  |                 |                 |
| 14 | The Plush Jungle           | 2 gennaio 1962    |                 |                 |
| 15 | Take a Number              | 9 gennaio 1962    |                 |                 |
| 16 | The Debasers               | 16 gennaio 1962   |                 |                 |
| 17 | The Schemer                | 23 gennaio 1962   |                 |                 |
| 18 | The Manipulator            | 30 gennaio 1962   |                 |                 |
| 19 | Marked by Proxy            | 6 febbraio 1962   |                 |                 |
| 20 | Blood Money                | 13 febbraio 1962  |                 |                 |
| 21 | Blues for a Junkman        | 20 febbraio 1962  |                 |                 |
| 22 | The New Order              | 6 marzo 1962      |                 |                 |
| 23 | The Cost of Living         | 20 marzo 1962     |                 |                 |
| 24 | Savage in Darkness         | 27 marzo 1962     |                 |                 |
| 25 | The Swinger                | 3 aprile 1962     |                 |                 |
| 26 | Inside Track               | 10 aprile 1962    |                 |                 |
| 27 | A Creature Lurks in Ambush | 17 aprile 1962    |                 |                 |
| 28 | Woman of Silure            | 24 aprile 1962    |                 |                 |
| 29 | The Left Side of Canada    | 1º maggio 1962    |                 |                 |
| 30 | The Quick Brown Fox        | 15 maggio 1962    |                 |                 |

## Crime and Commitment
- Prima televisiva: 19 settembre 1961
- Diretto da: Boris Sagal
- Soggetto di: David Karp

### Trama
- Guest star: Robert Karnes (John Hurlie), Bern Hoffman (Lester Cook), Catherine McLeod (Grace), Lou Krugman (Mike Kuttler), Martin Gabel (George Vincent), Carol Eve Rossen (Stella Caulfield), Phillip Pine (Phil Krajac), John Beradino (Al Krajac), Gavin MacLeod (Harry Deiner), Gloria Talbott (Bobbie), Bruce Dern (Larry Krajac), Ted de Corsia (Chris Narleski), Philip Ober (Herman Hausner), Judson Pratt (Leonard Meade)

## Crime and Commitment
- Prima televisiva: 26 settembre 1961
- Diretto da: Boris Sagal
- Soggetto di: David Karp

### Trama
- Guest star: Barry Russo (Hood), Noah Keen (Sidney Shallet), Lou Krugman (Mike Kuttler), Joseph Ruskin (Hirsch), Martin Gabel (George Vincent), Phillip Pine (Phil Krajac), Gloria Talbott (Bobbie), Gavin MacLeod (Harry Deiner), Philip Ober (Herman Hausner), Ted de Corsia (Chris Narleski), Bern Hoffman (Lester Cook), Henry Beckman (sergente Kaline), Judson Pratt (Leonard Meade), Robert Karnes (John Herlie), K. L. Smith (Krajac's Hood), Catherine McLeod (Grace)

## Blue Water, White Beach
- Prima televisiva: 3 ottobre 1961
- Diretto da: John Peyser
- Scritto da: E. Jack Neuman

### Trama
- Guest star: Robert Carricart (Bruno Keller), Kevin Hagen (Charlie Chinn), Jan Merlin (Weaver), Bernard Kates (Shepple), Patricia Medina (Jenny Stapleton), Carl Benton Reid (John Stapleton), Lawrence Dobkin (Dale Statesman), Tom Begley (John Walker), Jeff Goodman (receptionist), Richard LePore (Albert Chase), Jack Reitzen (Clarey Valdosta), John Bryant (Ronnie), Ed Begley (Ed Hoagley)

## Markdown on a Man
- Prima televisiva: 10 ottobre 1961
- Diretto da: Lamont Johnson
- Scritto da: Eliot Asinof
- Soggetto di: Paul Monash, Irving Elman

### Trama
- Guest star: Eduardo Ciannelli (Vincent Orlatti), Ivan Dixon (Willie Williams), Michael Constantine (Herbert Styron), Phyllis Love (Cele Orlatti), Noam Pitlik (Edwards), Adrienne Marden (Miss Gregory), Harold Gould (Bookkeeper), George Mitchell (Dave Michaels), John McGiver (Lennie Bircher)

## Degrees of Guilt
- Prima televisiva: 17 ottobre 1961
- Diretto da: Irvin Kershner
- Scritto da: Paul Monash

### Trama
- Guest star: Patricia Crest (Lorraine), Eve McVeagh (Bunny), Janet Lake (Donna Andreotis), David Brian (Frank Andreotis)

## King of the Mountain
- Prima televisiva: 24 ottobre 1961
- Diretto da: Sydney Pollack
- Scritto da: George Bellak

### Trama
- Guest star: Milton Selzer (Lou Metzger), John Cliff (sergente Burdick), Robert Duvall (Tom Nugent), Barbara Baxley (Clara Coombs), Paul Birch (sceriffo Phil Rainey), Joby Baker (Larry Delby), Jan Shepard (Karen), Edward Andrews (Herman Coombs)

## The Penitent
- Prima televisiva: 31 ottobre 1961
- Diretto da: Buzz Kulik
- Scritto da: Mel Goldberg, Paul Monash

### Trama
- Guest star: Dabbs Greer (Willie Beal), Donna Douglas (Prostitute in Nightclub), Paul Lambert (Al Costain), Joe Turkel (Pusher in NIghtclub), Herschel Bernardi (Lou Strode), Mercedes Shirley (Katherine Strode), Will Kuluva (Benny Barber), Philip Abbott (tenente Cahurn), Leo Penn (Larry Kramin), John Damler, Stuart Nisbet, Al Ruscio (gangster), Ted Knight (Agent Bone), Philip Bourneuf (Gil Axley)

## Comeback
- Prima televisiva: 7 novembre 1961
- Scritto da: Joseph Calvelli

### Trama
- Guest star: J. Pat O'Malley (Joe Stuhler), Caren Lenay (Amy Novack), Carmen Phillips (Brunette), Norman Alden (Fred Jackson), Clifton James (Tom Larch), Paul Carr (Eddie Novack), Arch Johnson (Al Heldon), Bernie Hamilton (Willie Carter), Jeannie Carson (Blonde)

## Dead Load
- Prima televisiva: 21 novembre 1961
- Diretto da: Tom Gries
- Scritto da: Fred Freiberger

### Trama
- Guest star: Nesdon Booth (Marty), Alan Dexter (Agent Williams), Allen Jaffe (Eddie), Howard Caine (Tony Arnelo), Charles Bronson (Hank Conrad), Jack Lord (Wilt Farrell), Harold Stone (Dave Braddock), Jacqueline Scott (Helen Conrad), Mary Munday (Irma Farrell), Bart Burns (Larry), Jack Perkins (Bill), Jimmy Casino (Ernie), Robert J. Stevenson (Tommy Jackson)

## In the Balance
- Prima televisiva: 28 novembre 1961
- Diretto da: John Peyser
- Scritto da: George Bellak

### Trama
- Guest star: Leonard Bell (Medalie), James Flavin (Arnie Kellwin), Jack Kruschen (Ziegler), Mary Sinclair (Mrs. Hallson), Alexander Scourby (Phillip Hallson), Ray Walston (Manny Sterns), Myron McCormick (Cy Faring), David Lewis (Martin Allard), Amy Fields (Miss Serrano), Carole Eastman (Ann Rugoff), Anne Seymour (Viola Ashlow), Telly Savalas (Frank Neehan)

## Five for One
- Prima televisiva: 5 dicembre 1961
- Diretto da: Charles Haas
- Scritto da: Norman Katkov

### Trama
- Guest star: Ian Wolfe (Pop Parkson), Maura McGiveney (segretario/a), Ludwig Donath (Saltzman), Robert Osterloh (capitano Frank Leslie), Jim Backus (Karl Biggers), Joanna Barnes (Carol Tredman), Robert Ellenstein (James Condon/Ed Brady), Dee J. Thompson (Maggie Thompson), Jerry Paris (Harry White), Joe Dominguez (Paco), Ron Soble (Charlie), Robert Bice (Border Patrol Agent)

## The Fixer
- Prima televisiva: 12 dicembre 1961
- Diretto da: Sydney Pollack
- Scritto da: E. Jack Neuman

### Trama
- Guest star: Roger Mobley (Cord Cortner), DeForest Kelley (vice Bob Tully), Arthur Hanson (Al Prentiss), Don Hanmer (George Dedmon), Pat Hingle (sceriffo Sam Cortner), Cloris Leachman (Kate Cortner), Henry Silva (Ray Riley), Berkeley Harris (vice John Lincoln)

## Cain's Final Judgement
- Prima televisiva: 19 dicembre 1961
- Diretto da: John Peyser
- Scritto da: Mel Goldberg

### Trama
- Guest star: Norman Fell (Frank Driscoll), John Alvin (Norman Reno), Herbert Rudley (Howard Arneg), Herman Rudin (Charlie Larson), Sam Jaffe (Louis Specter), Paul Stewart (Alexander Marish), Evans Evans (Lynne Roberts), Michael Dante (Danny Specter), Alex Gerry (Oscar Perrin), Frank Maxwell (Walter Trenson)

## The Plush Jungle
- Prima televisiva: 2 gennaio 1962
- Diretto da: Alvin Ganzer
- Scritto da: Franklin Barton

### Trama
- Guest star: Richard Karlan (Wellman), Raymond Greenleaf (Ferguson), Dan Seymour (Milano), Gene Roth (gangster), John Larch (Ben Riker), Larry Gates (Zales Yoder), Vaughn Taylor (Harry Marstow), Ed Prentiss (Herbert Naywood), Kathryn Givney (Mrs. Yoder), Sheila Bromley (Helen Marstow), Robert Culp (Kurt Yoder), Byron Morrow (Meyer), Tyler McVey (Eaton), Laurence Haddon (Hood), Harry Dean Stanton (Hood)

## Take a Number
- Prima televisiva: 9 gennaio 1962
- Diretto da: Alan Crosland, Jr.
- Scritto da: Fred Freiberger

### Trama
- Guest star: Henry Wills (Henny), Troy Melton (Zack), Sandy Kenyon (Waldo), Harlan Warde (Jerome Van), Frank McHugh (Wilbur Morton), Martin Balsam (Jack Garsell), Alex Cord (Larry Rome), Ross Elliott (tenente Spencer), Shirley Ballard (Jenny)

## The Debasers
- Prima televisiva: 16 gennaio 1962
- Diretto da: John Peyser
- Scritto da: S. S. Schweitzer

### Trama
- Guest star: John Marley (Marcus), Fred Beir (George Harding), Ann Carroll (Jean Gilbert), Bartlett Robinson (Foster Fallon), Robert Vaughn (Phillip Collerane), Neville Brand (Milt Bonner), Marsha Hunt (Gloria Bonner), Marion Ross (Laura Harding), Susan Hart (Mrs. Collerane)

## The Schemer
- Prima televisiva: 23 gennaio 1962
- Diretto da: Robert Gist
- Scritto da: Palmer Thompson

### Trama
- Guest star: Ford Rainey (capitano Amherst), Carolyn Kearney (Ann Burgess), Don Beddoe (Burgess), Jean Taylor (Nancy), Richard Kiley (Doug Crawford), Paul Richards (Bill Norman), Bert Freed (Dave Reed), Jack Hogan (Grand)

## The Manipulator
- Prima televisiva: 30 gennaio 1962
- Diretto da: John Peyser
- Scritto da: Franklin Barton

### Trama
- Guest star: Charles Aidman (Mike Ballantine), Karl Held (David Brauer), Gene Coogan (Hot Dog Vendor), H. M. Wynant (Joe Anneau), Fritz Weaver (Martin Weir), George Voskovec (Willy Brauer), Sidney Blackmer (Joseph Callan), Jacques Aubuchon (Raymond Cruz), Arlene Martel (Anna Vargaray), John Davis Chandler (Weir's Hood)

## Marked by Proxy
- Prima televisiva: 6 febbraio 1962
- Diretto da: Elliot Silverstein
- Scritto da: Franklin Barton

### Trama
- Guest star: Pamela Duncan (Frances), Juanita Moore (Beatrice George), Gerald Hiken (Vic Fell), David McMahon (Impiegato di corte), Charles McGraw (Earl Clegg), Fay Spain (Enid Lazzo), Regis Toomey (giudice Otto), Noah Keen (John Bernard), Lee Farr (Harvey Dakes), Leonard Nimoy (Ralph Tomek), Oliver McGowan (Preston Luther)

## Blood Money
- Prima televisiva: 13 febbraio 1962
- Scritto da: Robert C. Dennis, Dennis Mainwaring

### Trama
- Guest star: Don Rickles (Dave Malloy), Larry Blyden (Jay Adams), Milton Selzer (George Forbes), Jean Allison (Eve Forbes), Ed Begley (Tully Johnson), Everett Sloane (Sam Palmer), Kathie Browne (Connie Agnew)

## Blues for a Junkman
- Prima televisiva: 20 febbraio 1962
- Diretto da: Robert Gist
- Scritto da: Mel Goldberg

### Trama
- Guest star: Thomas Nello (Eddie), Edith Leslie (Matron), Mittie Lawrence (Ann Beckett), Ivan Dixon (Joe Sherman), Dorothy Dandridge (Norma Sherman), James Coburn (Arthur Troy), Joe Mantell (Maury Troy), Edward Asner (Dave Keller), Larry Breitman (Steve Jethro), Lari Laine (Maureen), Sam Gilman (tenente Gilman)

## The New Order
- Prima televisiva: 6 marzo 1962
- Diretto da: Tom Gries
- Scritto da: Fred Freiberger

### Trama
- Guest star: Gene Benton (Chris), Dodie Drake (segretario/a), Norman Grabowski (Milt Grey), Johnny Deerfield (Ziggy Marks), Simon Oakland (Walter Hayes), Chris Robinson (Jack Hayes), Anne Helm (Rita Vulner), Lin McCarthy (Peter Long), Jack Ging (Steve Strohm), Jesse White (Rudy), Harry Swoger (Vulner)

## The Cost of Living
- Prima televisiva: 20 marzo 1962
- Diretto da: John Peyser
- Scritto da: Franklin Barton

### Trama
- Guest star: David White (Howard Judlow), Ned Glass, Susan Oliver (Kitty), John Anderson (Ken Drake), Walter Slezak (Arnie Groat), Penny Santon (Rose Groat), Ed Nelson (Pete Stull)

## Savage in Darkness
- Prima televisiva: 27 marzo 1962
- Diretto da: John Peyser
- Scritto da: Herman Groves

### Trama
- Guest star: Terry Becker (Julius Lenke), Denver Pyle (capitano Amos Trask), Telly Savalas (Harry Remick), Barbara Eden (Terri Emson), Eugene Iglesias (Pete Garcia), Gene Coogan (Jack), Harold Stone (Marty Emson)

## The Swinger
- Prima televisiva: 3 aprile 1962
- Diretto da: Tom Gries
- Scritto da: Robert Culp

### Trama
- Guest star: Zina Bethune (Lucinda Jackson), Bruce Gordon (Marcus Jackson), Sammy Davis, Jr. (se stesso), George MacReady (James Harrison), Robert Culp (Hank Shannon), Jersey Joe Walcott (Big Joe)

## Inside Track
- Prima televisiva: 10 aprile 1962
- Diretto da: John Peyser
- Scritto da: S. S. Schweitzer

### Trama
- Guest star: Bernard Fein (Ben Kilrea), Robert F. Simon (Leonard Yates), Dick Whittinghill (John Telford), George Kane (George Crawford), David Janssen (Dan Mullin), Bethel Leslie (Frances Olney), Lloyd Bochner (William Hillier), Kent Smith (Charles Dennis), Toni Gerry (Cora)

## A Creature Lurks in Ambush
- Prima televisiva: 17 aprile 1962
- Diretto da: Tom Gries
- Scritto da: Oliver Crawford

### Trama
- Guest star: Ted de Corsia (Big Ed Pavanne), Fredd Wayne (Marty), Keir Dullea (Alec Benson), Robert Blake (Rick Carter), Leo Needham (Ritter), James Gavin (Coach), Stanley Clements (usciere), Ricardo Montalbán (Vincent Pavanne)

## Woman of Silure
- Prima televisiva: 24 aprile 1962
- Diretto da: John Peyser
- Scritto da: Joseph Calvelli, George Bellak

### Trama
- Guest star: Gavin MacLeod (Jean Douvain), Penny Santon (Madame Berengeri), Jack Klugman (Mike Colonni), Perry Lopez (Nico Berengeri), Jacquelyn Ravell (Nina), Michael Enserro (Mouche), Carl Milletaire (capo della polizia Mondial), Zolya Talma (Madame Debruille), Raoul De Leon (Fante), Madlyn Rhue (Margarita Safe)

## The Left Side of Canada
- Prima televisiva: 1º maggio 1962
- Diretto da: Robert Altman
- Scritto da: S. Lee Pogostin

### Trama
- Guest star: Geraldine Brooks (Joanne Douglas), Doug Lambert (Johnny Douglas), Beverly Garland (Jeanette), Philip Abbott (Howard Douglas), Ted Knight (detective), Bruce Dern (Eddie Light), Harry Guardino (John Maychin)

## The Quick Brown Fox
- Prima televisiva: 15 maggio 1962
- Diretto da: John Peyser
- Scritto da: Lester Pine, Franklin Barton

### Trama
- Guest star: Edward Binns (capitano Lemoyne), Pat Crowley (Holly Baker), Hugh Sanders (Roger Hove), Anthony Caruso (Falco), Alex Nicol (Pete Fleming), Majel Barrett (Grace Newberg)